# Кокотюха Андрій Анатолійович
Андрі́й Анато́лійович Кокотю́ха (нар. 17 листопада 1970, Ніжин) — сучасний український письменник-белетрист.

## Життєпис
Народився у місті Ніжині, в родині зварювальника (ніжинський завод «Прогрес») і медсестри. Рід письменника походить з с. Дорогинка Ічнянського району Чернігівської області.
Перший художній твір написав у віці 7 років. До 12 років читав і писав лише казки.
Мріяв стати бібліотекарем. Працював збиральником меблів, різноробочим та муляром на будівництві. Але закінчив факультет журналістики Київського університету ім Т. Шевченка.
Перше оповідання опубліковане 1987 року. У 1991 році написав повість «Шлюбні ігрища жаб», яка, через брак інших зразків прози, отримала в 1995 році нагороду видавництва «Смолоскип». Після виходу окремою книжкою в 1996 році повість стала називатися «романом», отримала позитивну оцінку від батьків та друзів автора, і широкий негативний розголос у пресі. Завдяки цій публікації А. Кокотюха відразу став одним з відомих сучасних українських письменників.
У 1993 році був одним із засновників Творчої асоціації «500». Працюючи у видавництві «Смолоскип» пакувальником книжок, у період з 1994 по 1999 рік організував понад сто «гастролей» молодих українських письменників у сімнадцяти регіонах України. Був їх безпосереднім учасником. В 1996 р. здійснив місячне турне по містах США і Канади разом з Сергієм Жаданом, Олесем Донієм та Максимом Розумним за ініціативи видавництва «Смолоскип». У 1998 році звільнився з видавництва «Смолоскип» у зв'язку з переходом на іншу роботу, безпосередньо пов'язану з журналістикою. Співпрацю зі «Смолоскипом» не припиняв до 1999 року. Потім видавництво офіційно розірвало стосунки з молодим письменником через публічне прочитання фейлетону про сучасний стан української культури. Видавництво розцінило цей фейлетон як «антиукраїнський».
Протягом 1999 — 2006 років побачили світ книги А. Кокотюхи: «Повернення сентиментального гангстера», «Нейтральна територія», «Ментовский город», «Отработанний матеріал», «Мама, донька, бандюган», «Криминальная Украина», «Криминальная Украина-2», «Криминальная Украина-3», «Почему Украина не Россия» (автор-упорядник), «Любити живих» (у співавторстві з Максимом Розумним), «Повзе змія», «Тайны и загадки Украины», «Резонансные дела МВД» (в співавторстві з Костянтином Стогнієм), «Шукачі скарбів», «Юля» (автор-упорядник), «Темна вода», «Зоопарк або Діти до 16 років». Крім того написав низку журнальних публікацій повістей та оповідань. За однією такою публікацією на студії ім. О. Довженка зняли кіно під назвою «Тупик» (режисер Григорій Кохан). За окрему платню писав «жіночі» оповідання. Пише українською і російською мовами.
Дослідник української масової літератури доктор філологічних наук Софія Філоненко називає Кокотюху батьком «українського готичного детективу», хоча сам автор вважає, що в його текстах присутня швидше неоготика, напряму пов'язана з актуальними суспільними та соціальними проблемами України, а звернення до готики та загалом фольклору збігається з традиціями давньої української літератури.
2006 року на конкурсі «Коронація слова» Гран-прі та Другу премію займають абсолютно різні рукописи, «Темна вода» і «Зоопарк або Діти до 16 років», написані в різних стилях та надіслані до журі з інших місць. Виявляється, автором обох є одна людина — Андрій Кокотюха. Причому сам себе він переміг з великим відривом: «Темна вода» посіла перше місце, «Зоопарк» — друге. В сумі автор отримав подвійну премію (близько 50 тис. гривень, за курсом того часу — близько 6 тис. дол. США). Після того не мав права брати участь у номінації «Романи», але продовжував надсилати на конкурс сценарії.
2010 року на конкурсі «Гранд Коронація» рукопис А. Кокотюхи «Пророчиця» був відзначений високо та набрав стільки ж балів, скільки рукопис В.Лиса «Століття Якова». Та голова журі, письменниця Оксана Забужко, 20 хвилин хвалячи «Пророчицю», потім віддала свій голос роману Володимира Лиса, свого земляка. Натомість «Пророчицю» за рік назвали «Вибором видавців».
У часи, коли у читача був попит на книги про політиків, А. Кокотюха на замовлення видавництва «Фоліо» за 45 днів, беручи інформацію лише з відкритих джерел, написав біографію Юлії Тимошенко «Юля». Поки книга виходила в світ, Тимошенко перестала бути прем'єр-міністром України (вересень 2006 року). Тому при владі до 2007 року не була. Тим не менше, А.Кокотюху звинувачували в «роботі на Юлю», заказушності та проплаченості, а також — у співпраці з владою. Чого не могло бути фізично, адже від 7 вересня 2006 року по літо 2007 Ю. Тимошенко перебувала в опозиції. Натомість книга була продана загальним тиражем 12.5 тисяч примірників, що для України є бестселером. Сам автор неодноразово казав: «Якщо хто і замовив мені Юлю і Юру (Луценка), то хіба український народ, який купував ці книги в магазинах за гроші. Слава Богу, після 2007 року в нас народ порозумнішав, книжок про українських політиків не купує і не читає. Відповідно, мені читачі та видавці й не замовляють».
На хвилі читацького успіху «Юлі» і скандалу довкола «заказухи» в 2012 році газета «Аргументи і Факти. Україна» приписала А. Кокотюсі авторство всіх книжок про скандально відомого мера Києва Л. Черновецького.
У листопаді 2012 року, після вручення меценатської нагороди «Золотий письменник України», разом із Сергієм Жаданом був звинувачений літературно-мистецькою спільнотою у кощунстві: дата вручення нагород випадково збіглася із Днем Пам'яті жертв Голодомору. Хоча захід був не розважальним, а урочистим та навіть пафосним, і всі його учасники вшанували пам'ять жертв Голодомору хвилиною мовчання, сам факт проведення подібного заходу піддавався обструкції разом із його учасниками. Хоча там були присутні інші автори, найбільше критики та звинувачень на свою адресу отримали саме А. Кокотюха та С. Жадан. Історія не закінчилась нічим.
«Шлюбні ігрища жаб» побачили світ лише тому, що автор рукопису посперечався з колегами: в Україні можна писати кримінальні романи українською.
«Нейтральна територія» — роман жахів, написаний під час перебування автором у глибокій депресії після втрати роботи та засобів для існування. Єдиний твір, відзначений «Коронацією», який не приніс автору грошової винагороди. Видавець із реалізації заплатив автору 102 гривні 62 копійки.
Роман «Мама, донька, бандюган» спочатку писався як мелодрама з продовженням на замовлення журналу «Жінка». Але потім, коли журнал на деякий час припинив вихід і домовленості з автором були розірвані, перетворився на кримінальну мелодраму. Найзатребуваніший твір А. Кокотюхи серед жіночої аудиторії.
Роман «Повзе змія» почався з замітки кримінальної хроніки. Сюжет був втілений у документальному фільмі, кількох нарисах, романі та художній стрічці. Найбільший за обсягом роман А. Кокотюхи. Для його завершення автор серед ночі консультувався з психологічною службою телефонної підтримки. Вважається найстрашнішим, найжорсткішим та найактуальнішим твором А. Кокотюхи сьогодні. Є одним із улюблених творів автора.
Роман «Аномальна зона» з'явився після сезону роботи А. Кокотюхи як тележурналіста і сценариста у проєкті «Паралельний світ». Місця з аномальними властивостями та більшість химерних персонажів, із якими спілкуються герої, мають реальних прототипів. Діалоги в романі — частково розшифровані реальні інтерв'ю. 2016 року цей роман у перекладі Ірини Дмитришин виходить у Франції. Цим романом Андрій Кокотюха представляв Україну на Міжнародному фестивалі детективної літератури в Ліоні (Франція) і став єдиним українським автором за всю історію фестивалю.
Книжки А. Кокотюхи виходили і далі виходять практично в усіх провідних українських видавництвах, котрі видають сучасну літературу: «Фоліо», «Нора-Друк», «Клуб Сімейного Дозвілля», «А-ба-ба-га-ла-ма-га», «Богдан», «Vivat». Він постійно співпрацює з найпопулярнішими українськими газетами, журналами і телеканалами.
Крім згаданої вище, були наступні екранізації творів письменника.
«Тупик» — за журнальною публікацією «Тупик для втікача або Гра з вогнем», режисер Григорій Кохан (1998).
Детективний роман «Легенда про Безголового» екранізований у 2008 році кіногрупою «Film.ua» (назва фільму «Тривожна відпустка адвоката Ларіної», режисер Олександр Стеколенко).
Трилер «Повзе змія» (режисер Максим Бернадський) екранізовано в 2009 році компанією «Fresh production UA». В усіх випадках Кокотюха — автор або співавтор сценаріїв.
Написав сценарії для кількох документальних фільмів з циклу «Кримінальні історії» (ICTV). «Чужі помилки» (СТБ).
Працював журналістом і сценаристом у проєктах «Сніданок з 1+1», «Київський регіон», «Паралельний світ», «Голос країни-2».
Писав сценарії для проєкту «Судові справи» та «Сімейний суд» (Film.ua).
Працював над першим варіантом сценарію за романом Василя Шкляра «Чорний ворон».
Є прихильником художньо вигаданої («міфологічно-розважальної») складової творів історичної тематики з дотриманням реконструктивного фактажу.

## Родина та особисте життя
- дружина Ірина
- син Данило
- є кумом (хрещеним батьком доньки) Сергія Жадана

## Книги

### Українською

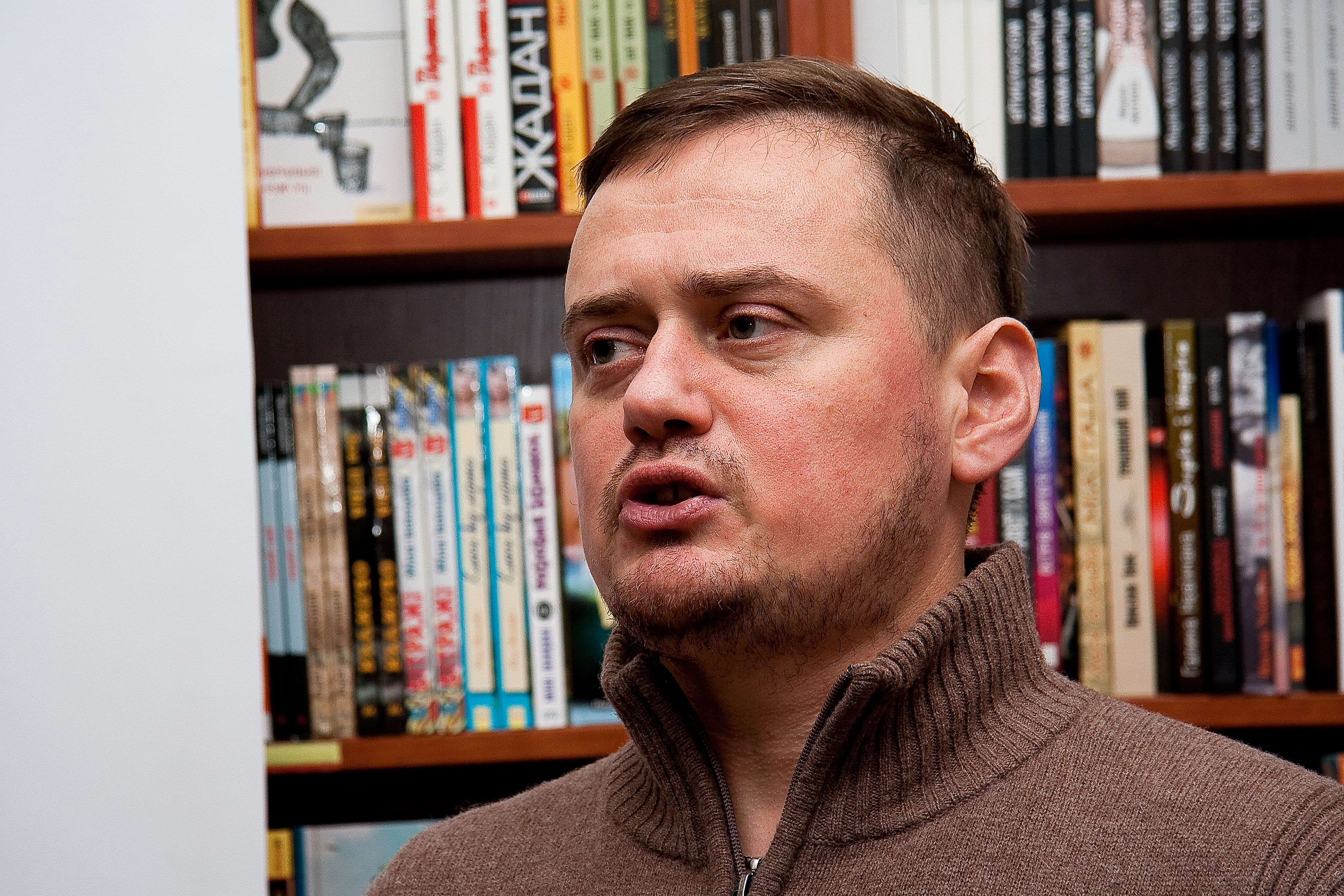
Андрій Кокотюха у Вінниці, грудень 2012

«Повстанська трилогія» та книги про Червоного. Персонаж «Червоний» присутній в усіх 5 книгах, але протагоністом «Повстанської трилогії» є персонаж на псевдо «Східняк».
- «Червоний» (Харків: «КСД», 2012) ISBN 978-966-14-3875-9
  - (передрук) «Червоний» (Харків: «КСД», 2017) ISBN 978-617-12-1475-0
- («Повстанська трилогія» #1) «Чорний ліс.» (Харків: «КСД», 2015) ISBN 978-966-14-9261-4
- («Повстанська трилогія» #2) «Багряний рейд.» (Харків: «КСД», 2016) ISBN 978-617-12-1459-0
- («Повстанська трилогія» #3) «Біла ніч» (Харків: «КСД», 2017) ISBN 978-617-12-3721-6
- «Червоний. Без лінії фронту» (Харків: «КСД», 2019) ISBN 978-617-12-5401-5

Серія видавництва Фоліо «TeenBookTo»
- «Подвійний капкан» (Харків: «Фоліо», 2017) ISBN 978-966-03-7842-1
- «Мисливці за привидами» (Харків: «Фоліо», 2017) ISBN 978-966-03-7835-3
- «Колекція гадів» (Харків: «Фоліо», 2017) ISBN 978-966-03-7832-2

Серія видавництва Фоліо «ретророман»
- «Адвокат із Личаківської» (Харків: «Фоліо», 2015) ISBN 978-966-037-114-9
- «Привид з Валової» (Харків: «Фоліо», 2015) ISBN 978-966-037-165-1
- «Автомобіль з Пекарської» (Харків: «Фоліо», 2015) ISBN 978-966-03-7352-5
- «Різник із Городоцької» (Харків: «Фоліо», 2016) ISBN 978-966-03-7517-8
- «Коханка з площі Ринок» (Харків: «Фоліо», 2016) ISBN 978-966-03-7622-9
- «Втікач із Бригідок» (Харків: «Фоліо», 2017) ISBN 978-966-03-7817-9
- «Офіцер із Стрийського парку» (Харків: «Фоліо», 2017) ISBN 978-966-03-7940-4
- «Голова з площі Пігаль» (Харків: «Фоліо», 2021) ISBN 978-966-03-7113-2
- «Натурниця з Латинського кварталу» (Харків: «Фоліо», 2022) ISBN 978-617-551-005-6
- «Невідомий з Булонського лісу» (Харків: «Фоліо», 2024) ISBN 978-617-551-818-2

Цикл «Павутиння мороку»
- «Розбите дзеркало»[5](«КСД», 2020) ISBN 978-617-12-8097-7
- «Лихе око» («КСД», 2021) ISBN 978-617-12-8585-9
- «Чорна мітка» (КСД, 2022) ISBN 9786171298781

Серія видавництва Vivat «цикл „Вигнанець“»
- «Вигнанець і чорна вдова» (Харків: «Vivat», 2019) ISBN 978-966-942-826-4 (серія)
- «Вигнанець і навчена відьма» (Харків: «Vivat», 2019) ISBN 978-966-942-826-4 (серія)
- «Вигнанець і перевертень» (Харків: «Vivat», 2020) ISBN 978-966-942-826-4 (Серія)
- «Вигнанець і грішниця» (Харків: «Vivat», 2021) ISBN 978-966-9429-57-5 (Серія)
- «Вигнанець і шляхетна полонянка» (Харків: «Vivat», 2021) ISBN 978-966-942-959-9 (Серія)

Серія видавництва Книжковий Клуб «Клуб Сімейного Дозвілля» «цикл „Київська сищиця“»
- «Життя на карту» (Харків: «Клуб сімейного дозвілля», 2021) ISBN 978-617-12-8341-1
- «Зламані іграшки» (Харків: Клуб сімейного дозвілля, 2021) ISBN 978-617-12-9080-8
- «Зцілення невинністю» (Харків: Клуб сімейного дозвілля, 2023) ISBN 978-617-15-0165-2

Серія видавництва Фабула "цикл «Таймер війни»" за підтримки Головного управління розвідки Міністерства оборони України
- «Довга комендантська година» (Харків: «Фабула», 2023) ISBN 978-617-522-094-8
- «Точка виходу» (Харків: «Фабула», 2025) ISBN 978-617-522-311-6

Позасерійні романи
- «Шлюбні ігрища жаб» (Київ: «Смолоскип», 1999)
- «Повернення сентиментального гангстера» (Київ: «Зелений пес», 1999),
- «Нейтральна територія» (Львів: «Кальварія», 2001),
- «Мама, донька, бандюган» (Львів: «Піраміда», 2003),
- «Любити живих» (у співавторстві з Максимом Розумним) (Харків: «Майдан», 2004),
- «Повзе змія» (Київ: «Нора-друк», 2005, «Фоліо», 2009),
- «Шукачі скарбів»(Київ: «Нора-друк», 2005),
- «Юля» (автор-упорядник) (Харків: «Фоліо», 2006),
- «Темна вода» (Київ: «Нора-друк», 2006, 2018),
- «Зоопарк або Діти до 16 років» (Київ: «Зелений пес», 2006),
- «Легенда про безголового», (Київ: «Нора-друк», 2007, «Тернопіль, НК Богдан 2018)»,
- «Юрій Луценко. Польовий командир», (Харків: «Фоліо», 2007),
- «Живий звук» (Харків: «Фоліо», 2008) ISBN 978-966-03-4491-4
- «Аномальна зона», (Київ: «Нора-друк», 2009, 2017).
- «Чужі скелети».(Київ, видавництво «Країна мрій», 2009 рік, 304 стор.)
- «Таємниця козацького скарбу» (Київ: «А-БА-БА-ГА-ЛА-МА-ГА», 2010) ISBN 978-617-585-002-2
- «Феномен доктора Хауса. Правда і вимисел у серіалі про геніального діагноста.» (Київ: «Країна Мрій», 2010) ISBN 978-617-5380123
- «Письменники про футбол» (Харків: «Клуб сімейного дозвілля», 2011) (у співавторстві)
- «Пророчиця» (Київ: «Країна Мрій», 2011) ISBN 978-617-538-036-9
- «Таємниця зміїної голови» (Київ: «А-БА-БА-ГА-ЛА-МА-ГА», 2012) ISBN 978-617-585-038-1
- «Таємниця підводного човна» (Київ: «А-БА-БА-ГА-ЛА-МА-ГА», 2013) ISBN 978-617-585-053-4
- «Таємне джерело» (Харків: «Клуб сімейного дозвілля», 2013) ISBN 978-966-14-5609-8
- «Подвійний капкан» (Країна мрій, серія " Улюблені книжки " , 2014)
- «Колекція гадів» (Країна мрій, серія " Улюблені книжки " , 2014)
- «Мисливці за привидами» (Країна мрій, серія " Улюблені книжки " , 2014)
- «Київські бомби» (Харків: «Фоліо», 2014) ISBN 978-966-03-6707-4
- «Справа отамана Зеленого. Українські хроніки 1919 року.» (Харків: «Клуб сімейного дозвілля», 2014) ISBN 978-966-14-7632-4
- «Мій товариш Наливайко і п'яний Буратіно» (Харків: «Клуб сімейного дозвілля», 2014) ISBN 9789661471022
- «Осінній сезон смертей» (Харків: «Клуб сімейного дозвілля», 2014) ISBN 978-966-14-8447-3
- «Повний місяць» (Київ: «Нора-друк», 2014) ISBN 978-966-8659-38-6
- «Вогняна зима» (Харків: «Клуб сімейного дозвілля», 2015) ISBN 978-966-14-9094-8
- «Покоління сміливих» (Харків: «Vivat», 2016) ISBN 978-617-690-691-9
- «Київські бомби» (Харків: «Фоліо», 2017) ISBN 978-966-03-7598-7
- «Гімназист і Чорна Рука» (Київ: А-Ба-Ба-Га-Ла-Ма-Га, 2016) ISBN 978-617-585-108-1
- «Гімназист і Вогняний змій» (Київ: А-Ба-Ба-Га-Ла-Ма-Га, 2018) ISBN 978-617-585-138-8
- «Останній контракт» (Тернопіль: НК-Богдан, 2018) ISBN 978-966-10-5491-1
- «Темні таємниці» (Харків: «КСД», 2018) ISBN 978-617-12-5414-5
- «Називай мене Мері»… (Київ, «Нора-Друк», 2018)
- «Гімназист і Біла ворона» (Київ: А-Ба-Ба-Га-Ла-Ма-Га, 2019)
- «Врятувати березень» (видавництво «Ранок», 2022) ISBN 978-617-09-7985-8
- «Підпільна держава» (Харків: «Vivat», 2024) ISBN 978-617-17-0201-1
- «У темряві приходить пес» (Київ, «Нора-Друк», 2024) ISBN 978-966-688-143-7
- «Ва-банк у Харкові» (Львів: видавництво «Урбіно», 2024) ISBN 978-966-2647-86-0
- «Страшні казки для своїх. Антологія українського горору нової доби» (упорядник) (Харків: «Фоліо») ISBN 978-617-551-606-5

### Російською
Російською автор написав такі твори:
- «Ментовский город» (Харків: «Фоліо», 2002),
- «Отработанный материал» (Харків: «Фоліо», 2002),
- «Криминальная Украина» (Харків: «Фоліо», 2003—2005),
- «Криминальная Украина-2» (Харків: «Фоліо», 2003—2005),
- «Криминальная Украина-3» (Харків: «Фоліо», 2003—2005),
- «Почему Украина не Россия» (автор-упорядник) (Харків: «Фоліо», 2004),
- «Тайны и загадки Украины», (Харків: «Фоліо», 2005),
- «Резонансные дела МВД» (у співавторстві з Костянтином Стогнієм), (Харків: «Фоліо», 2005),
- «Юля» (Харків: «Фоліо», 2006)
- «Юля. Второе дыхание» (Харків: «Фоліо», 2008)
- «Удар Скорпиона», (Харків: «КСД», 2009),
- «Евгений Кушнарев: под прицелом», (Харків: «Фоліо», 2009),
- «Леонид Черновецкий», (Харків: «Фоліо», 2009),
- «Виталий Кличко», (Харків: «Фоліо», 2009),
- «Иван Кожедуб», (Харків: «Фоліо», 2010),
- «50 знаменитых загадок истории Украины» (у спів-авторстві; Харків: Фоліо, 2010);
- «Феномен доктора Хауса. Правда и вымысел в сериале о гениальном диагносте» (автор-упорядник, Країна Мрій, 2010)
- «Двойная западня», (Харків: «КСД», 2011),
- «Спасти Скифа», (Москва: «Вече», 2012),
- «Бои без правил», (Харків: «КСД», 2012; серія «Лихие и опасные»)
- «Последнее сокровище империи», (Москва: «Вече», 2013),
- «Найти и уничтожить», (Харків: «КСД», 2013),
- «История человечества. Россия», (Харків: «Фоліо», 2013),
- «Червоный», (Харків: «КСД», 2013),
- «Охота на маршала», (Харків: «КСД», 2014),
- «Легенда о Безголовом», (Харків: «КСД», 2016),
- «Чужие скелеты», (Харків: «КСД», 2016),
- «Аномальная зона», (Харків: «КСД», 2017),
- «Пророчество», (Харків: «КСД», 2017)
- «Тройная защита. Бегство к смерти. Человек ниоткуда» (Харків: «Фоліо», 2017)
- «Тройная защита. Охота на демона. Одесский дуплет» (Харків: «Фоліо», 2017)

## Дитячі книги
- «Андрій Кокотюха про Луї Буссенара, Томаса Майна Ріда, Миколу Миклухо-Маклая, Рафаеля Сабатіні, Роберта Луїса Стівенсона»: [для молодшого та середнього шкільного віку] / А. Кокотюха; художник М. Німенко. — Київ : Грані-Т, 2008. — 88 с. : ілюстр. ; 20 см. — (Життя видатних дітей). — 3000 примірників — ISBN 978-966-465-126-1 (в оправі)
- «Полювання на Золотий кубок»[недоступне посилання з червня 2019] (К.:Грані-Т, 2008, серія «Дивний детектив — 08»)
- «Страшні історії»[недоступне посилання з червня 2019] (К.:Грані-Т, 2008, серія «Дивний детектив — 08»)
- «Мисливці за привидами»[недоступне посилання з червня 2019] (К.:Грані-Т, 2008, серія «Дивний детектив — 08»)
- «Клуб Боягузів»[недоступне посилання з червня 2019] (К.:Грані-Т, 2009, серія «Дивний детектив — 08»)
- «Колекція гадів» (К.:Грані-Т, 2009, серія «Дивний детектив — 08»
- «Жабеня, ставок, і море» (К.: видавництво Авіаз, 2020)
- «Таємниця зниклих зайців. Лісовий детектив» (видавництво Ранок, 2022)
- «Горобці проти Опудала. Захмарний детектив» (видавництво Ранок, 2023) ISBN  9786170981288
- «Група залізного порядку» (видавництво Фабула, 2024) ISBN 978-966-03-8996-0

Серія видавництва Vivat «Дім історій»
- «Як весело в будинку „Вау!“» (видавництво Vivat, 2022) ISBN : 9789669828842
- «Великий гармидер у будинку „Вау!“» (видавництво Vivat, 2023) ISBN : 9789669829917
- "Комедія жахів у будинку «Вау!» (видавництво Vivat, 2023) ISBN : 9786171700055

## Екранізація книг
10 березня 2016 року розпочалися зйомки однойменної екранізації роману Андрія Кокотюхи — «Червоний». Створений за фінансової підтримки Державного агентства України з питань кіно. Прем'єра стрічки відбулася весною 2017 року в Україні.
Як автор сценарію адаптував для телебачення роман Володимира Лиса «Століття Якова» (2016), який отримав премію «Телетріумф» як кращий міні-серіал (2018). 

Також автор сценарію серіалів: «Катерина» (вільний переспів поеми Т. Шевченка), «Сувенір з Одеси», «Потрійний захист» (у співавторстві з Анастасією Матешко), «АТП Перевізники». Працював у проєктах «Пес», «Відділ 44», «Агенти справедливості».

## Нагороди та почесні відзнаки
- Диплом видавництва «Смолоскип», 1996 р.;
- Диплом конкурсу «Золотий Бабай», 1999 р.;
- Дипломи конкурсу «Коронація слова», 2001, 2002 рр.;
- III премія конкурсу «Коронація слова», 2003, 2004 р.;
- Премія журналу «Березіль», 2000 та 2003 рр.;
- Премія фестивалю «Відкрита ніч» за найкращу публікацію про фестиваль, 2002 р.;
- Нагрудний знак «За зразкову службу у внутрішніх військах МВС України», 2002 р;
- Нагрудний знак «Срібний Георгій», за сценарій фільму «Тупик», 2003 р.
- Диплом XI Форуму видавців у Львові «Найкращий журналіст, що пише на книжкову тему», 2004
- I і II премії конкурсу «Коронація слова» — 2006 р., номінація «Романи»;
- Конкурс «Коронація слова», 2007, номінація «Кіносценарії», III премія;
- Конкурс «Коронація слова», 2008, номінація «Кіносценарії», диплом;
- Конкурс «Коронація слова», 2011, номінація «Романи», Спеціальна відзнака «Вибір видавців»;
- Конкурс «Коронація слова», 2012, номінація «Романи», Спеціальна відзнака «Найкращий історико-патріотичний твір».
- Відзнака «Золотий письменник України», 2012[7].

## Політична позиція
В інформаційному бюлетені «Солідарність» за лютий 2019 р. (стор. 6 в правому куті знизу) стверджує, що голосуватиме за Порошенка.